# Мюре, Феликс Хорн
Феликс Хорн Мюре (норв. Felix Horn Myhre; род. 4 марта 1999 года, Норвегия) — норвежский футболист, полузащитник клуба «Бранн» и сборной Норвегии.

## Карьера
Мюре является воспитанником «Уллерна». В 2017 году перебрался в молодёжную команду Волеренги. С того же года приступил к тренировкам с основной командой. 12 октября 2017 года дебютировал в чемпионате Норвегии в поединке против «Хёугесунна», выйдя на поле на замену на 88-й минуте вместо Магнуса Леквена. Всего в дебютном сезоне дважды появлялся на замену. 30 июня 2018 года, уже во втором своём сезоне в профессиональном футболе, забил свой первый мяч за карьеру. Случилось это в поединке против Будё-Глимта.
Выступает за юношеские сборные Норвегии. Вместе со сборной до 19 лет принимал участие в юношеском чемпионате Европы 2018 года. Провёл на турнире одну встречу против будущих чемпионов - португальцев.